# Rumi Darwaza
La Rūmī Darwāza ( Hindi : रूमी दरवाज़ा, in urdu رومی دروازه‎? e talvolta nota come la Porta turca ), sita a Lucknow, Uttar Pradesh, in India, è un'imponente porta costruita sotto il patrocinio del Nawwāb Asaf al-Dawla nel 1784. È un esempio di architettura Awadhi. La Rūmī Darwāza, che è alta 18 metri, è stata progettata (1784) ispirandosi alla Sublime Porte (Bab-i Hümayun) a Istanbul .
È adiacente all'Asafi Imāmbara a Lucknow ed è diventata un simbolo per la città di Lucknow. In passato segnava l'ingresso della vecchia città di Lucknow, ma man mano che la città dei Nawwāb cresceva e si espandeva, fu utilizzata come entrata in un palazzo che fu successivamente demolito dagli insorti indiani che lottarono contro il dominio britannico dell'India.

## Etimologia
Si dice che "Rūmī" indicasse il filosofo e studioso musulmano Maulanā Rūmī. Si ritiene che il cancello sia stato chiamato per dedicarlo al mistico sufi musulmano del XIII secolo, Jalāl al-Dīn Moḥammad Rūmī, ma è pur vero che Rūmī indicava chi aveva preso il posto dei Bizantini (Rūm), ossia "Romei", vale a dire i Turchi selgiuchidi e ottomani.

## Luogo
Questa enorme porta è situata tra la Bara Imambara e la Chota Imambara. Questo luogo è in genere molto affollato tutto il giorno e durante i fine settimana per i turisti in visita. Le strade sono state riqualificate, in quanto precedentemente pavimentate con mattoni crudi.

## Galleria d'immagini

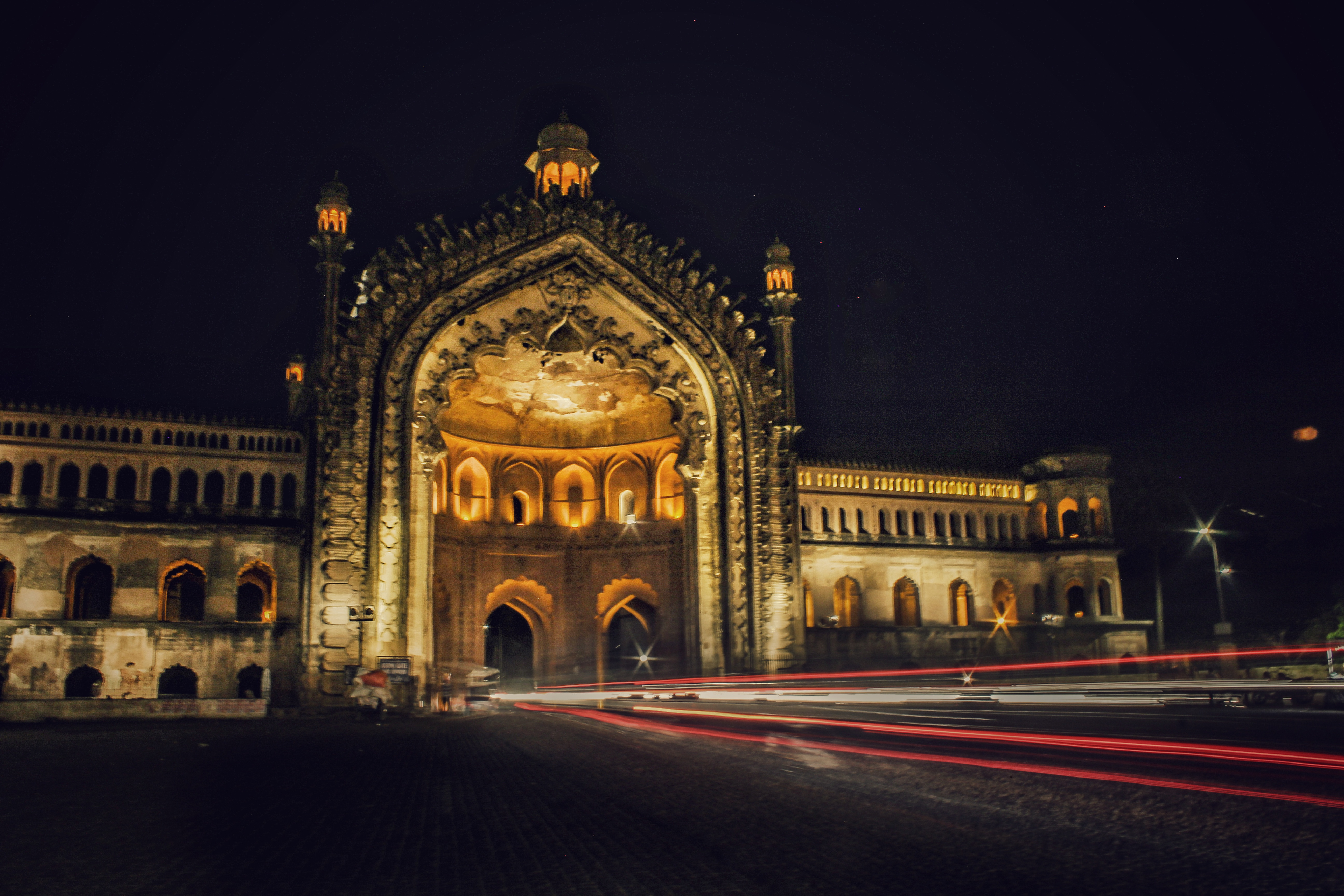
Rumi Darwaza di notte, con traffico intenso